# Vincent Schiavelli
Vincent Andrew Schiavelli, född 11 november 1948 i Brooklyn i New York i USA, död 26 december 2005 i Polizzi Generosa på Sicilien i Italien, var en amerikansk karaktärsskådespelare inom teater, film och TV.
Vincent Schiavelli spelade många roller, oftast som allehanda udda personligheter, psykopater och knäppgökar. Regissören Miloš Forman använde Schiavelli i de flesta av sina amerikanska filmer. Bland annat spelade Schiavelli talesman för marijuana som läkemedel i Taking Off (1971) och porrbolagsmedarbetare i Larry Flynt – skandalernas man (1996). En av hans mest kända roller är förmodligen som gengångaren i New Yorks tunnelbana i filmen Ghost (1990).
Vincent Schiavelli led av Marfans syndrom och var engagerad i organisationen National Marfan Foundation.
Vincent Schiavelli dog i lungcancer den 26 december 2005, 57 år gammal, i sitt hem i Polizzi Generosa på Sicilien i Italien.

## Filmografi i urval
- 1971 – Taking Off
- 1974 – Nä, dra åt skogen
- 1974 – Den store Gatsby (ej krediterad)
- 1975 – Gökboet
- 1978 – En fri kvinna
- 1982 – Årets man
- 1984 – Amadeus
- 1985 – Bättre död än levande
- 1989 – Valmont
- 1990 – Djävulens öga
- 1990 – Ghost
- 1991 – Se upp igen blindstyre
- 1992 – Batman - Återkomsten
- 1996 – Larry Flynt - skandalernas man
- 1997 – Tomorrow Never Dies
- 1998 – Casper möter Wendy
- 1999 – Man on the Moon
- 2002 – Death to Smoochy
- 2003 – Baadassssss!
- 2006 – Den nya världen